# Vezzi Portio
Vezzi Portio (en lígur: Vessi Portio) és un comune (municipi) a la Província de Savona a la regió italiana de Ligúria, situat uns 50 quilòmetres al sud-oest de Gènova i uns 13 quilòmetres al sud-oest de Savona.
A 31 de desembre de 2015 tenia 809 habitants.
Vezzi Portio limita amb els següents comuni: Finale Ligure, Noli, Orco Feglino, Quiliano, Spotorno i Vado Ligure.